# William Wyler
William Wyler, nascido Willi Wyler (Mulhouse, então Alemanha, 1 de Julho de 1902 - Los Angeles, 27 de Julho de 1981) foi um premiado cineasta americano. É detentor do recorde de indicações ao Oscar de melhor diretor com 13, vencendo 3 vezes.
Nascido na Alsácia, então território alemão, emigrou para os Estados Unidos em 1920, estabelecendo-se em Nova Iorque. Em 1922 muda-se para a Califórnia, onde realiza o seu primeiro filme em 1925. Em 1928 obtém a cidadania estado-unidense.
A partir dos anos 30 torna-se um dos realizadores de referência de Hollywood. Os seus principais filmes são: Dodsworth (pt.: Veneno Europeu, 1936), These Three (pt.: Três Corações Iguais, 1936), Jezebel (br.: Jezebel; pt.: Jezebel, a Insubmissa, 1938), Wuthering Heights (br.: O Morro dos Ventos Uivantes; pt.: O Monte dos Vendavais, 1939), The Letter (1940) (br.: A Carta, 1940), The Little Foxes (br.: Pérfida; pt.: Raposa Matreira, 1941), Mrs. Miniver (br.: Rosa de Esperança, 1942), The Best Years of Our Lives (br.: Os Melhores Anos de Nossas Vidas; pt.: Os Melhores Anos das Nossas Vidas, 1946), The Heiress (br.: Tarde Demais; pt.: A herdeira, 1949), Detective Story (br.: Chaga de Fogo; pt.: A História de um Detective, 1951), Roman Holiday (br.: A Princesa e o Plebeu; pt.: Férias em Roma, 1953), Friendly Persuasion (br.: Sublime Tentação, 1956), The Big Country (br.: Da Terra Nascem os Homens, 1958), Ben-Hur (br.:  Ben-Hur, 1959), The Children's Hour (br.: Infâmia, 1961), The Collector (filme de 1965) (br.: O Colecionador; pt.: O Obcecado, 1965), How to Steal a Million (br.: Como Roubar um Milhão de Dólares, 1966) e Funny Girl (br.: A Garota Genial ou Funny Girl – A Garota Genial, 1968).

## Filmografia

### Diretor
- The Liberation of L.B. Jones (1970)
- br.: A Garota Genial ou Funny Girl – A Garota Genial (Funny Girl) (1968)
- br.: Como Roubar um Milhão de Dólares (How to Steal a Million) (1966)
- br.: O Colecionador; pt.: O Obcecado (The Collector) (1965)
- br.: Infâmia (The Children's Hour) (1961)
- br.: Ben-Hur (Ben-Hur) (1959)
- br.: Da Terra Nascem os Homens (The Big Country) (1958)
- br.: Sublime Tentação (Friendly Persuasion) (1956)
- br: Horas de Desespero (The Desperate Hours) (1955)
- "Producers' Showcase" (1954) Episódio: The Letter
- br.: A Princesa e o Plebeu; pt.: Férias em Roma (Roman Holiday) (1953)
- Carrie (1952)
- br.: Chaga de Fogo; pt.: A História de um Detective (Detective Story) (1951)
- br.: Tarde Demais (The Heiress) (1949)
- Thunderbolt (1947)
- br.: Os Melhores Anos de Nossas Vidas; pt.: Os Melhores Anos das Nossas Vidas (The Best Years of Our Lives) (1946)
- The Memphis Belle: A Story of a Flying Fortress (1944)
- br.: Rosa de Esperança; pt.: A Família Miniver (Mrs. Miniver) (1942)
- br.: Pérfida; pt.: Raposa Matreira (The Little Foxes) (1941)
- br.: A Carta (The Letter (1940)) (1940)
- br.: O Galante Aventureiro ou A Última Fronteira; pt.: A Última Fronteira (The Westerner) (1940)
- br.: O Morro dos Ventos Uivantes; pt.: O Monte dos Vendavais (Wuthering Heights) (1939)
- br.: Jezebel; pt.: Jezebel, a Insubmissa (Jezebel) (1938)
- br.: Beco sem Saída; pt.: As Ruas de Nova Iorque (Dead End) (1937)
- br.: Meu Filho É Meu Rival; pt.: Pai contra Filho (Come and Get It) (1936)
- pt.: Veneno Europeu (Dodsworth) (1936)
- pt.: Três Corações Iguais (These Three) (1936)
- br.: Duas Almas se Encontram; pt.: Cidade sem Lei (Barbary Coast) (1935)
- The Gay Deception (1935)
- The Good Fairy (1935)
- Glamour (1934)
- Counsellor at Law (1933)
- Her First Mate (1933)
- Tom Brown of Culver (1932)
- A House Divided (1931)
- The Storm (1930)
- Hell's Heroes (1930)
- The Love Trap (1929)
- The Shakedown (1929)
- Anybody Here Seen Kelly? (1928)
- Thunder Riders (1928)
- Desert Dust (1927)
- The Border Cavalier (1927)
- Daze of the West (1927)
- The Horse Trader (1927)
- The Square Shooter (1927)
- The Phantom Outlaw (1927)
- Gun Justice (1927)
- The Home Trail (1927)
- The Ore Raiders (1927)
- The Lone Star (1927)
- Hard Fists (1927)
- The Haunted Homestead (1927)
- Galloping Justice (1927)
- Shooting Straight (1927)
- Blazing Days (1927)
- The Silent Partner (1927)
- Tenderfoot Courage (1927)
- Kelcy Gets His Man (1927)
- The Two Fister (1927)
- The Stolen Ranch (1926)
- Lazy Lightning (1926)
- Martin of the Mounted (1926)
- The Pinnacle Rider (1926)
- Don't Shoot (1926)
- The Fire Barrier (1926)
- Ridin' for Love (1926)
- The Gunless Bad Man (1926)
- The Crook Buster (1925)

### Produtor
- br.: Infâmia (The Children's Hour) (1961)
- br.: Ben-Hur (Ben-Hur) (1959) (não créditado)
- br.: Da Terra Nascem os Homens (The Big Country) (1958)
- br.: Sublime Tentação (Friendly Persuasion) (1956)
- br: Horas de Desespero (The Desperate Hours) (1955)
- br.: A Princesa e o Plebeu; pt.: Férias em Roma (Roman Holiday) (1953)
- Carrie (1952)
- br.: Chaga de Fogo; pt.: A História de um Detective (Detective Story) (1951)
- br.: Tarde Demais (The Heiress) (1949)
- br.: Jezebel; pt.: Jezebel, a Insubmissa (Jezebel) (1938)